# Lingulodinium
Genre
Lingulodinium est un genre de dinophycées de la famille des Gonyaulacaceae.

## Liste d'espèces
Selon AlgaeBase (10 mars 2019) :
- Lingulodinium polyedra (F.Stein) J.D.Dodge
- Lingulodinium pugiatum (Drugg) Wall & Dale (Sans vérification)
- Lingulodinium pycnospinosum (Benedek) Stover & Evitt (Sans vérification)
- Lingulodinium siculum (Drugg) Wall & Dale (Sans vérification)
- Lingulodinium solarum (Drugg) Wall & Dale (Sans vérification)
- Lingulodinium xanthium (Benedek) Benedek & Sarjeant (Sans vérification)

Selon ITIS (10 mars 2019) :
- Lingulodinium polyedrum (Stein) J. D. Dodge

Selon NCBI (10 mars 2019) :
- Lingulodinium polyedra Lingulodinium polyedrum (F.Stein) J.D.Dodge 1989

Selon Paleobiology Database (10 mars 2019) :
- Lingulodinium hemicystum

Selon World Register of Marine Species (10 mars 2019) :
- Lingulodinium milneri (Murray & Whitting) J.D.Dodge, 1989
- Lingulodinium polyedra (F.Stein) J.D.Dodge, 1989
- Lingulodinium pugiatum (Drugg) Wall & Dale †
- Lingulodinium siculum (Drugg) Wall & Dale †
- Lingulodinium solarum (Drugg) Wall & Dale †